# Stacja Techniczno-Postojowa Kabaty

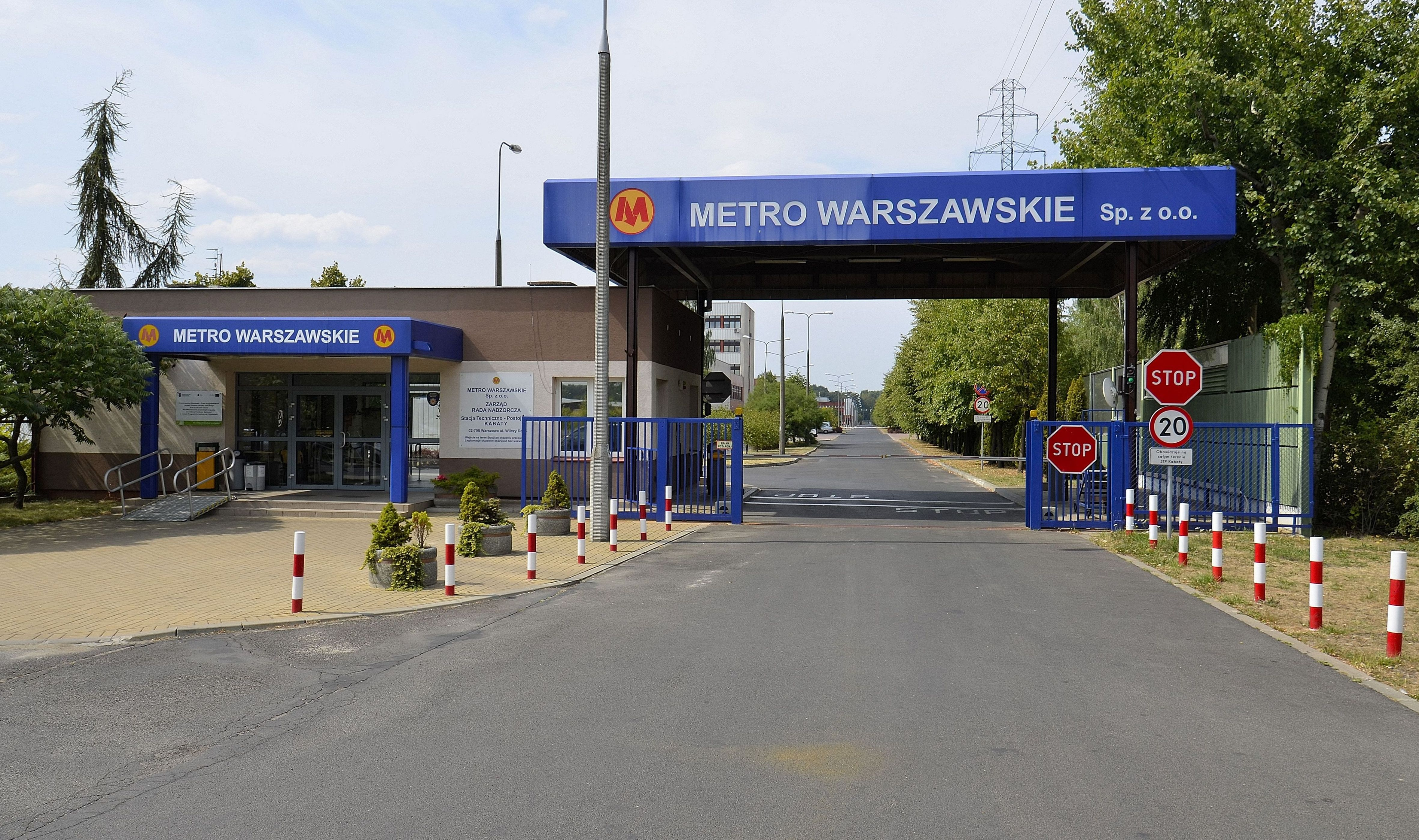
Wjazd na teren STP Kabaty

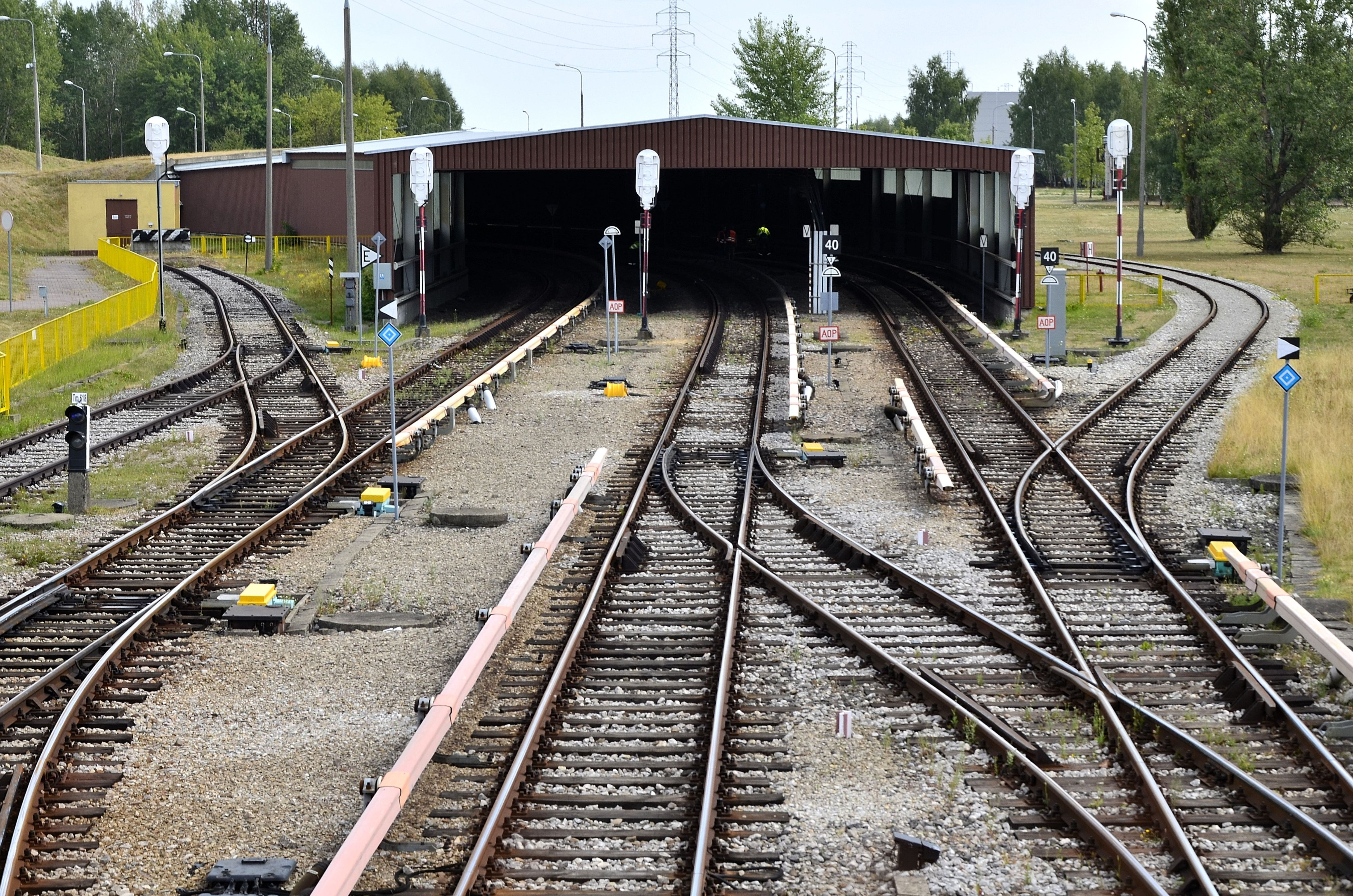
Wjazd do tunelu metra

Stacja Techniczno-Postojowa Kabaty (STP Kabaty) – stacja warszawskiego metra przy ul. Wilczy Dół 5, która pełni funkcję warsztatowo-techniczną dla linii M1 i linii M2. Mieści się tam też siedziba operatora metra, spółki Metro Warszawskie.

## Historia
Stacja została zaprojektowana w latach 70. XX wieku. Podczas budowy zrezygnowano ze zbudowania trzech obiektów o łącznej kubaturze ok. 100 000 m³, które nie były niezbędne dla funkcjonowania metra, ograniczając tym samym koszty.

## Opis
STP jest miejscem, w którym znajduje się zaplecze techniczne Metra Warszawskiego. Dokonuje się tu niezbędnych napraw wagonów. Jest tam również automatyczna myjnia składów (myjnia posiada oczyszczalnię ścieków, obieg wody jest zamknięty) oraz perony umożliwiające pracownikom konserwację wagonów i utrzymanie ich w czystości. Na terenie STP jest także tor próbny o długości 1200 metrów, przeznaczony do testowania pociągów metra. Budowa toru pozwala na uzyskanie maksymalnej prędkości konstrukcyjnej pociągów.
Od STP biegnie 7-kilometrowy tor łączący się z bocznicą kolejową na terenie stacji PKP Warszawa Okęcie. Drogą kolejową są dostarczane nowe wagony dla metra warszawskiego. Stacja znajduje się na południowym końcu linii, na granicy z Lasem Kabackim. Powierzchnia stacji to 33 hektary.
W 2006 r. podjęto decyzję o budowie głowicy zachodniej na STP Kabaty.

## Funkcje STP
- zapewnia konserwację taboru metra, innych środków transportu szynowego i drogowego,
- zapewnia utrzymanie techniczne urządzeń na I linii metra oraz znajdujących się na terenie STP,
- zapewnia powierzchnię magazynową dla służb metra,
- zapewnia miejsca postojowe dla taboru metra,
- połączenie STP z siecią kolejową.

### Centralna Dyspozytornia
Na terenie STP od 13 grudnia 2007 działa Centralna Dyspozytornia, która obecnie obsługuje obydwie linie metra. Przedtem Centralna Dyspozytornia znajdowała się pod ziemią na terenie stacji Politechnika, jednak z powodu ograniczenia przestrzennego i zwiększonego zakresu obowiązków, dyspozytornia została przeniesiona na STP Kabaty.
Nowa dyspozytornia znajduje się na powierzchni, co zwiększa komfort pracy. Sale mają niezależną klimatyzację. Pomieszczenia wyposażone są w nowoczesne urządzenia łączności, kontroli i sterowania ruchem. W nowej dyspozytorni znajduje się sala dla 12 osób ze stanowiskami komputerowymi oraz zespół monitorów i ekran wielkoformatowy. W sytuacjach nadzwyczajnych w Centralnej Dyspozytorni będzie zbierał się sztab kryzysowy.
Przetarg na realizację tego przedsięwzięcia wygrało przedsiębiorstwo KONTRON EAST EUROPE Sp. z o.o., które 6 listopada 2006 r. podpisała umowę. Inwestycja realizowana była z pieniędzy miasta stołecznego Warszawy, a jej koszt wyniósł około 15 milionów złotych brutto.

### Nocne prace konserwacyjne
Podczas godzin nocnych, gdy pociągi metra stoją na STP, w tunelach metra dokonuje się przeglądu urządzeń, konserwacji i ewentualnych napraw. Przeprowadza się obchód tuneli i usuwanie usterek np.: uszkodzenia szyn, przecieków, powstałych zanieczyszczeń. W nocy dokonuje się też czyszczenie rozjazdów specjalną maszyną, która odkurza podtorza. Myje się i smaruje poduszki, które znajdują się w rozjazdach. Konserwacji wymagają wszystkie systemy zapewniające pracę metra. Po każdej przerwie nocnej po trasie przejeżdża pusty pociąg sprawdzając czy trasa nadaje się do ruchu, czy wszystkie usterki są naprawione i czy na torach nie zostały narzędzia. W tunelach na noc zostają 4 pociągi, na stacji Wilanowska, Politechnika i 2 pociągi na Placu Wilsona.

### Obiekty znajdujące się na obszarze STP
1. Elektrowozownia
2. Nastawnia zabezpieczenia ruchu pociągów
3. Pawilon taboru specjalnego
4. Budynek socjalno-administracyjny
5. Podstacja trakcyjno-energetyczna
6. Portiernia
7. Wjazd do tunelu metra
8. Kierunek do stacji Kabaty
9. Łącznica PKP – kierunek Okęcie
10. Oczyszczalnia ścieków przemysłowych
11. Stacja paliw
12. Podstacja trakcyjna
13. Plac składowy
14. Magazyn gazów technicznych
15. Magazyn gazów łatwopalnych
16. Magazyn
17. Wartownia
18. Przejście nadziemne nad torami
19. Tor doświadczalny

Kubatura wszystkich obiektów na terenie STP to około 580 000 m³.

## Inne informacje
W 2019 na terenie STP Kabaty urządzono łąki kwietne i ustawiono pasiekę z pszczołami podgatunku krainka.

## Galeria

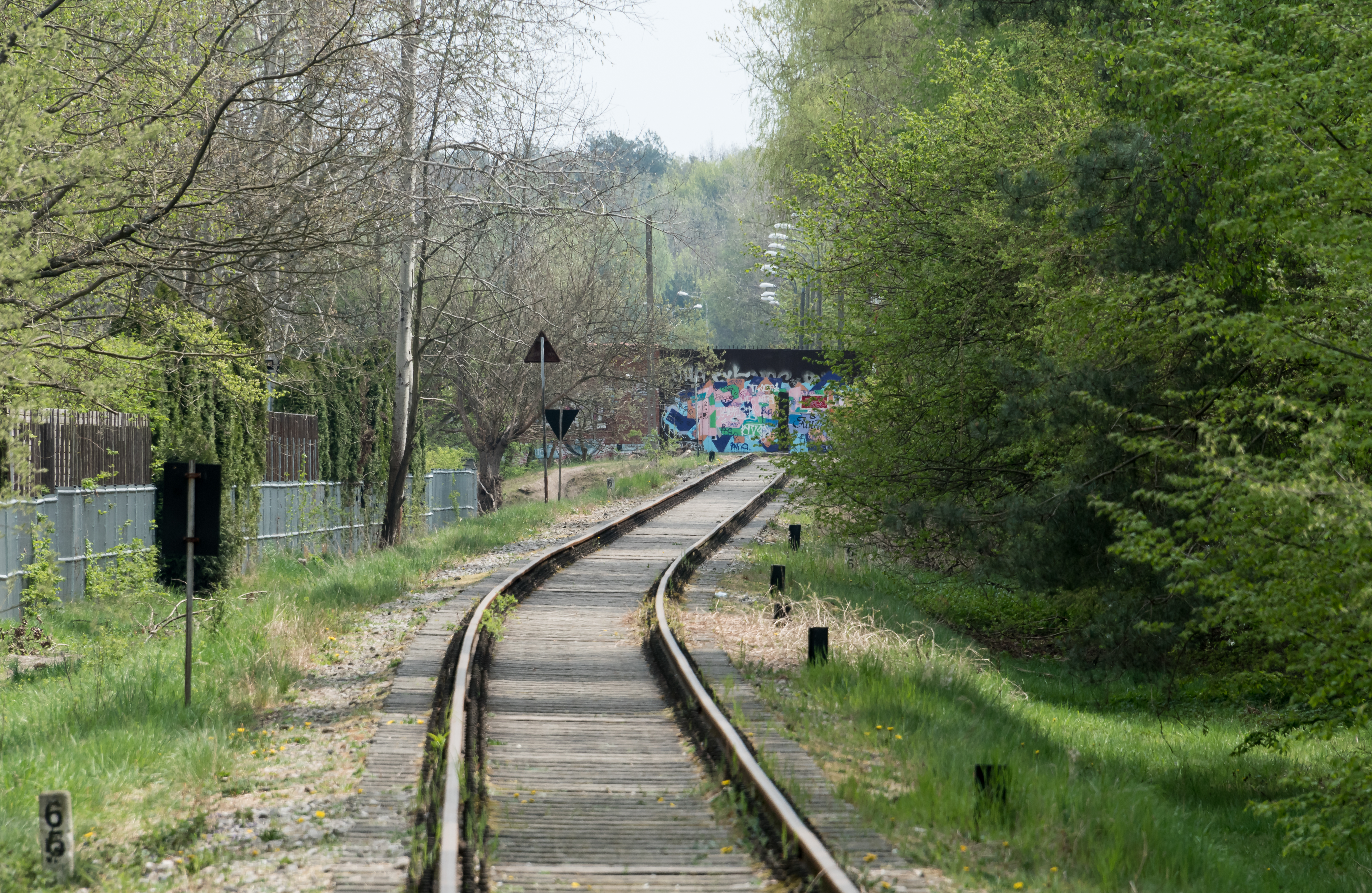
Bocznica ze stacji kolejowej Warszawa Okęcie, widok z ul. Moczydłowskiej w kierunku STP
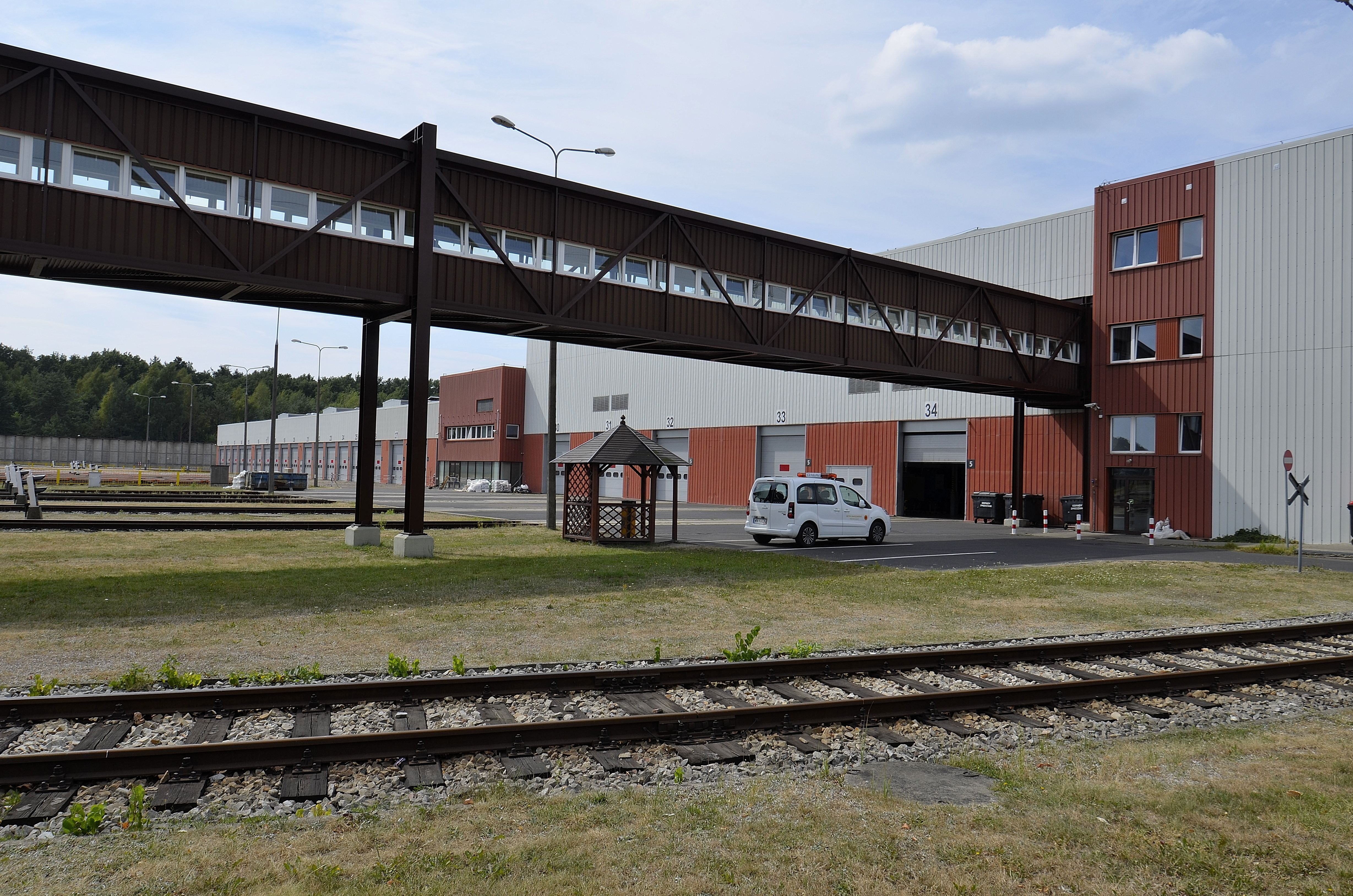
Łącznik pomiędzy elektrowozownią a budynkiem socjalno-administracyjnym
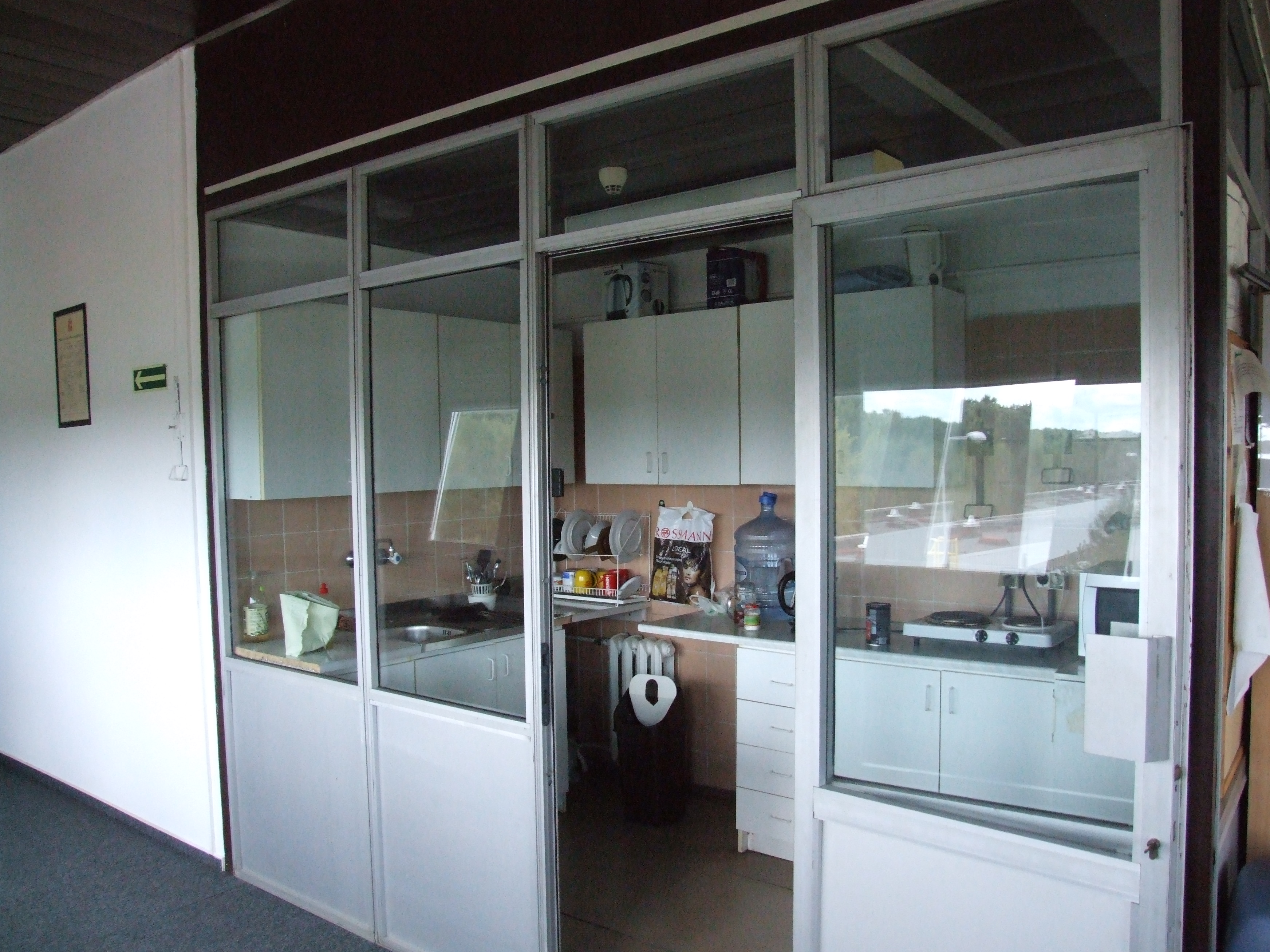
Pomieszczenie kuchenne w nastawni
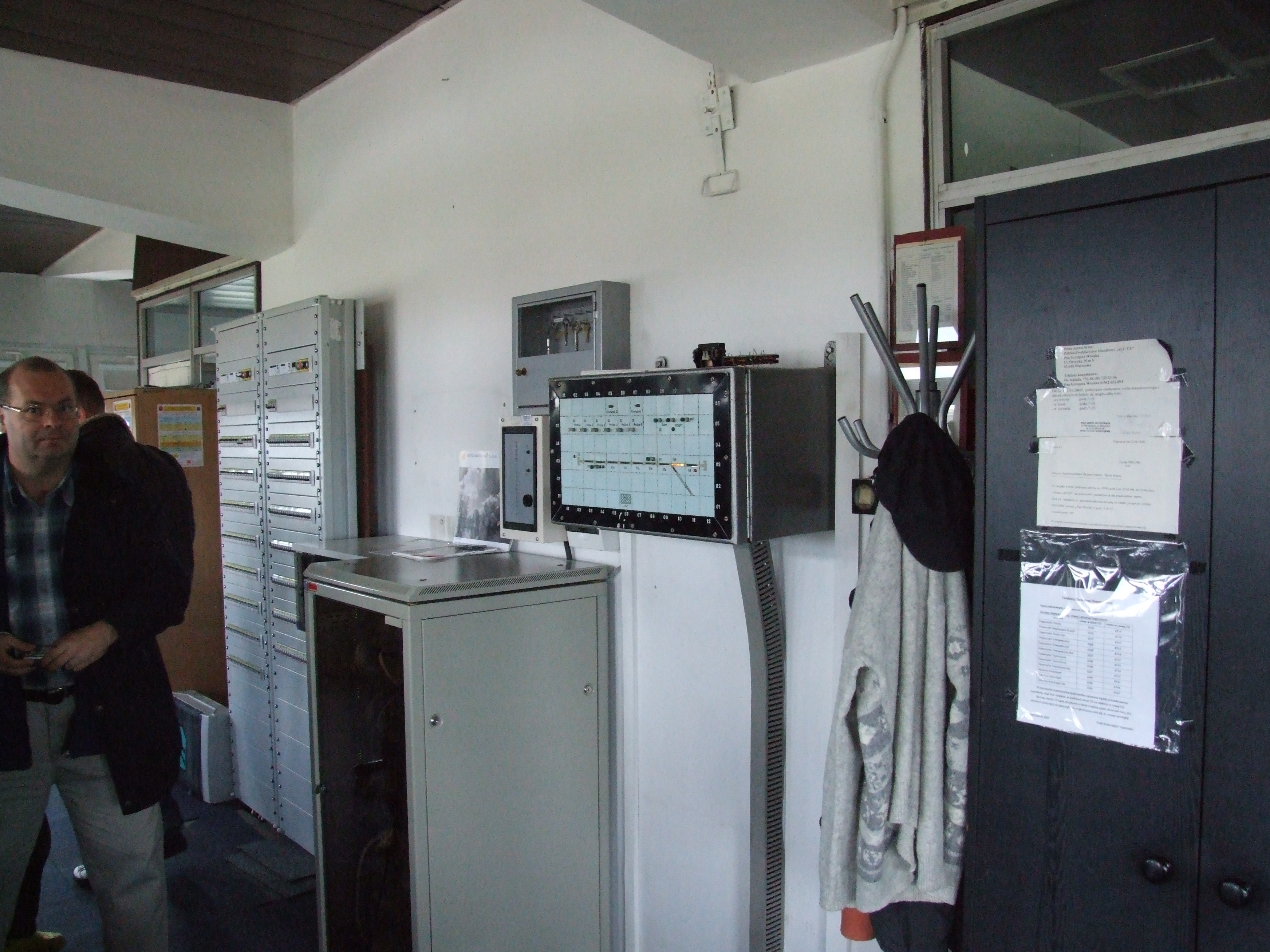
Fragment starego pulpitu nastawczego pozostawiony w celach prezentacyjnych
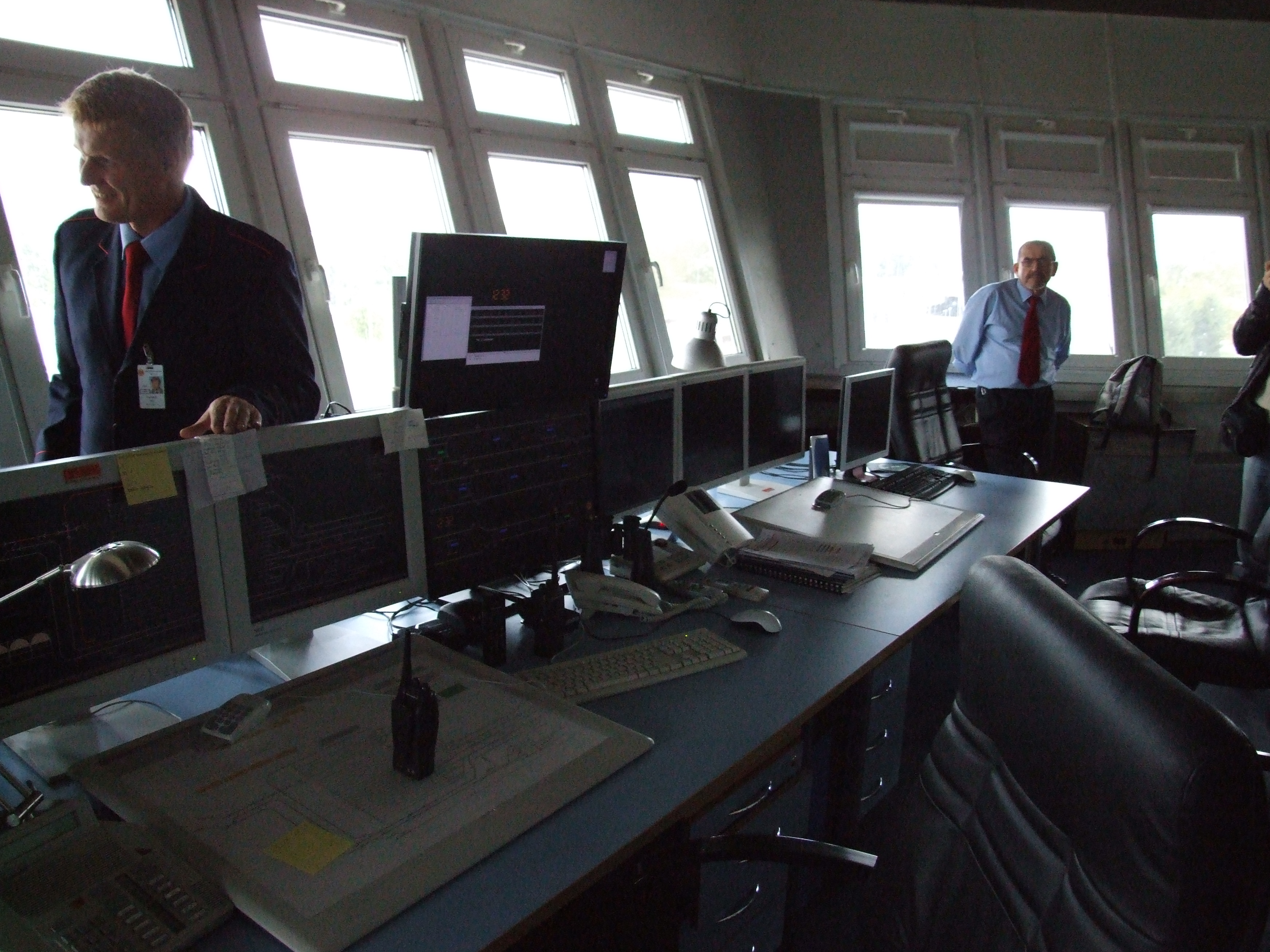
Współczesny pulpit nastawczy